# Stylidium pilosum
Stylidium pilosum este o specie de plante dicotiledonate din genul Stylidium, familia Stylidiaceae, ordinul Asterales. A fost descrisă pentru prima dată de Jacques-Julien Houtou de La Billardière, și a primit numele actual de la Jacques-Julien Houtou de La Billardière. Conform Catalogue of Life specia Stylidium pilosum nu are subspecii cunoscute.